# Discografie van Broederliefde
Hieronder volgt de discografie van de Nederlandse rapformatie Broederliefde, met name hun albums en hun nummers met een notering in een hitlijst. 

## Albums
| Album                      | Verschijnen       | Label     | Hitlijsten | Hitlijsten | Hitlijsten | Hitlijsten | Opmerkingen                        |
| Album                      | Verschijnen       | Label     | BE (VL)    | BE (VL)    | NL         | NL         | Opmerkingen                        |
| Album                      | Verschijnen       | Label     | Piek       | Weken      | Piek       | Weken      | Opmerkingen                        |
| -------------------------- | ----------------- | --------- | ---------- | ---------- | ---------- | ---------- | ---------------------------------- |
| Gevoelig feestje           | 29 augustus 2014  | Top Notch | —          | —          | 3          | 56         | Studioalbum                        |
| Hard work pays off         | 18 september 2015 | Top Notch | —          | —          | 13         | 17         | Studioalbum                        |
| Hard work pays off 2       | 29 april 2016     | Top Notch | 117        | 19         | 1 (14 wkn) | 368*       | Studioalbum / Platina in Nederland |
| We moeten door             | 24 november 2017  | Top Notch | 29         | 21         | 2          | 82         | Studioalbum / Goud in Nederland    |
| We moeten door 2           | 20 juli 2018      | Top Notch | 14         | 20         | 1 (5 wkn)  | 75         | Studioalbum / Goud in Nederland    |
| Broeder                    | 1 november 2019   | Top Notch | 49         | 4          | 2          | 46         | Studioalbum / Goud in Nederland    |
| Medaille                   | 26 februari 2021  | Top Notch | 69         | 3          | 1 (1 wk)   | 23         | Studioalbum / Goud in Nederland    |
| Strandje aan de Maas       | 28 oktober 2022   | Top Notch | 105        | 2          | 5          | 32         | Studioalbum / Goud in Nederland    |
| De ene hand wast de andere | 8 augustus 2025   | Top Notch | 145        | 1*         | 1 (1 wk)   | 1*         | Studioalbum                        |

## Nummers met notering(en) in een hitlijst
| Lied                                                     | Verschijnen       | Album                                     | Hitlijsten | Hitlijsten | Hitlijsten  | Hitlijsten  | Hitlijsten   | Hitlijsten   | Opmerkingen                   |
| Lied                                                     | Verschijnen       | Album                                     | BE (VL)    | BE (VL)    | NL (Top 40) | NL (Top 40) | NL (Top 100) | NL (Top 100) | Opmerkingen                   |
| Lied                                                     | Verschijnen       | Album                                     | Piek       | Weken      | Piek        | Weken       | Piek         | Weken        | Opmerkingen                   |
| -------------------------------------------------------- | ----------------- | ----------------------------------------- | ---------- | ---------- | ----------- | ----------- | ------------ | ------------ | ----------------------------- |
| Alaka (met Kalibwoy en SBMG)                             | 18 september 2015 | Hard work pays off                        | —          | —          | 36          | 3           | 17           | 39           | Platina in Nederland          |
| Moral (met William Araujo)                               | 18 september 2015 | Hard work pays off                        | —          | —          | —           | —           | 63           | 4            |                               |
| No money no love                                         | 18 september 2015 | Hard work pays off                        | —          | —          | —           | —           | 69           | 1            |                               |
| Hard work pays off (met SBMG)                            | 18 september 2015 | Hard work pays off                        | —          | —          | —           | —           | 78           | 3            |                               |
| Ku bo so (met Jayh)                                      | 18 september 2015 | Hard work pays off                        | —          | —          | —           | —           | 98           | 1            |                               |
| Nu sta je hier (met SFB en Ronnie Flex)                  | 17 december 2015  | Reset the levels II - Boulevard (van SFB) | —          | —          | 16          | 8           | 12           | 27           | Dubbelplatina in Nederland    |
| Ik was al binnen (met Frenna)                            | 11 april 2016     | Hard work pays off 2                      | —          | —          | 27          | 5           | 15           | 42           | Dubbelplatina in Nederland    |
| Jungle                                                   | 22 april 2016     | Hard work pays off 2                      | —          | —          | 14          | 12          | 4            | 52           | Driemaal platina in Nederland |
| Do or die (met Jonna Fraser)                             | 28 april 2016     | Goed teken (van Jonna Fraser)             | —          | —          | 17          | 10          | 10           | 32           | Driemaal platina in Nederland |
| Mi no lob                                                | 29 april 2016     | Hard work pays off 2                      | tip        | —          | tip1        | —           | 13           | 44           | Dubbelplatina in Nederland    |
| Qu'est qu'il ya                                          | 29 april 2016     | Hard work pays off 2                      | —          | —          | —           | —           | 33           | 25           | Platina in Nederland          |
| Zeg me (met Jayh en Sevirio)                             | 29 april 2016     | Hard work pays off 2                      | —          | —          | —           | —           | 41           | 18           | Goud in Nederland             |
| Miljonairs (met Frenna en Ronnie Flex)                   | 29 april 2016     | Hard work pays off 2                      | —          | —          | —           | —           | 51           | 4            |                               |
| Alles voor niets geweest                                 | 29 april 2016     | Hard work pays off 2                      | —          | —          | —           | —           | 52           | 3            |                               |
| Insteigen                                                | 29 april 2016     | Hard work pays off 2                      | —          | —          | —           | —           | 54           | 5            | Goud in Nederland             |
| Eigenlijk                                                | 29 april 2016     | Hard work pays off 2                      | —          | —          | —           | —           | 55           | 4            |                               |
| Oh jij                                                   | 29 april 2016     | Hard work pays off 2                      | —          | —          | —           | —           | 56           | 3            |                               |
| That's my boy (met Henkie T)                             | 29 april 2016     | Hard work pays off 2                      | —          | —          | —           | —           | 58           | 6            | Goud in Nederland             |
| Danswater                                                | 29 april 2016     | Hard work pays off 2                      | —          | —          | —           | —           | 59           | 8            | Goud in Nederland             |
| Jongvolwassen (met Chivv en Jonna Fraser)                | 29 april 2016     | Hard work pays off 2                      | —          | —          | —           | —           | 72           | 2            |                               |
| Narcos (met SBMG, Jonna Fraser, Hef, Ronnie Flex en RMB) | 29 april 2016     | Hard work pays off 2                      | —          | —          | —           | —           | 89           | 1            |                               |
| Kibra (met D-Double en SBMG)                             | 14 september 2016 | —                                         | —          | —          | tip2        | —           | 21           | 8            | Platina in Nederland          |
| Kom dichterbij me (met Jan Smit)                         | 19 september 2016 | 20 (van Jan Smit)                         | —          | —          | 24          | 4           | 20           | 9            | Goud in Nederland             |
| Ballon (met Jayh en SBMG)                                | 30 september 2016 | Ik leef (van Jayh)                        | —          | —          | 36          | 2           | 20           | 11           | Platina in Nederland          |
| Verwijderd' (met Jonna Fraser en Jayh)                   | 14 oktober 2016   | Blessed (van Jonna Fraser)                | —          | —          | —           | —           | 25           | 7            |                               |
| Het is een feit (met Emms)                               | 23 december 2016  | —                                         | —          | —          | 17          | 7           | 2            | 24           | Dubbelplatina in Nederland    |
| Veel osso                                                | 21 april 2017     | —                                         | —          | —          | tip3        | —           | 31           | 5            |                               |
| #JM                                                      | 10 november 2017  | We moeten door                            | tip        | —          | tip4        | —           | 3            | 13           |                               |
| Officieel                                                | 10 november 2017  | We moeten door                            | tip        | —          | 15          | 11          | 1 (1 wk)     | 24           |                               |
| Keskiednis                                               | 24 november 2017  | We moeten door                            | —          | —          | —           | —           | 9            | 5            |                               |
| Mi no dansi                                              | 24 november 2017  | We moeten door                            | —          | —          | —           | —           | 11           | 6            |                               |
| Alles in (met Broertje)                                  | 24 november 2017  | We moeten door                            | —          | —          | —           | —           | 15           | 3            |                               |
| Sugardaddy                                               | 24 november 2017  | We moeten door                            | —          | —          | —           | —           | 19           | 2            |                               |
| Next move (met Jonna Fraser)                             | 24 november 2017  | We moeten door                            | —          | —          | —           | —           | 25           | 2            |                               |
| Steen                                                    | 24 november 2017  | We moeten door                            | —          | —          | —           | —           | 29           | 2            |                               |
| Ontsnappen                                               | 24 november 2017  | We moeten door                            | —          | —          | —           | —           | 31           | 2            |                               |
| Life                                                     | 24 november 2017  | We moeten door                            | —          | —          | —           | —           | 32           | 2            |                               |
| Nos tei                                                  | 24 november 2017  | We moeten door                            | —          | —          | —           | —           | 34           | 1            |                               |
| Jetleg                                                   | 24 november 2017  | We moeten door                            | —          | —          | —           | —           | 38           | 1            |                               |
| Hoe je bent (met Frenna)                                 | 15 juni 2018      | We moeten door 2                          | tip        | —          | tip2        | —           | 1 (1 wk)     | 26           |                               |
| Nightvision                                              | 20 juli 2018      | We moeten door 2                          | —          | —          | —           | —           | 15           | 16           |                               |
| Tizora                                                   | 20 juli 2018      | We moeten door 2                          | —          | —          | —           | —           | 26           | 10           |                               |
| Kriebels (met Ronnie Flex)                               | 20 juli 2018      | We moeten door 2                          | —          | —          | —           | —           | 28           | 6            |                               |
| Mindf*ck (met Royki)                                     | 20 juli 2018      | We moeten door 2                          | —          | —          | —           | —           | 36           | 4            |                               |
| Niet meer terug                                          | 20 juli 2018      | We moeten door 2                          | —          | —          | —           | —           | 41           | 3            |                               |
| Spontaan                                                 | 20 juli 2018      | We moeten door 2                          | —          | —          | —           | —           | 45           | 2            |                               |
| LaLaLaLaLa                                               | 20 juli 2018      | We moeten door 2                          | —          | —          | —           | —           | 47           | 2            |                               |
| Waar wacht je op                                         | 20 juli 2018      | We moeten door 2                          | —          | —          | tip14       | —           | 49           | 2            |                               |
| What's the key (met Josylvio)                            | 20 juli 2018      | We moeten door 2                          | —          | —          | —           | —           | 53           | 1            |                               |
| Sende                                                    | 20 juli 2018      | We moeten door 2                          | —          | —          | —           | —           | 56           | 1            |                               |
| Glad ijs (met Glennis Grace)                             | 20 juli 2018      | We moeten door 2                          | —          | —          | —           | —           | 58           | 1            |                               |
| Lost (met Afrojack)                                      | 20 juli 2018      | We moeten door 2                          | —          | —          | —           | —           | 64           | 1            |                               |
| 2Much                                                    | 20 juli 2018      | We moeten door 2                          | —          | —          | —           | —           | 65           | 1            |                               |
| Anders                                                   | 20 juli 2018      | We moeten door 2                          | —          | —          | —           | —           | 87           | 1            |                               |
| Oh la la (met Nelson Freitas)                            | 20 november 2018  | —                                         | —          | —          | —           | —           | 41           | 2            |                               |
| Hoelang                                                  | 26 juli 2019      | Broeders                                  | —          | —          | tip11       | —           | 20           | 5            |                               |
| Suave                                                    | 26 juli 2019      | Broeders                                  | —          | —          | —           | —           | 42           | 2            |                               |
| Shelbyana                                                | 4 oktober 2019    | Broeders                                  | —          | —          | —           | —           | 44           | 3            |                               |
| Tan2 ducks                                               | 4 oktober 2019    | Broeders                                  | —          | —          | —           | —           | 93           | 1            |                               |
| Habri pia                                                | 25 oktober 2019   | Broeders                                  | —          | —          | —           | —           | 36           | 5            | Goud in Nederland             |
| One, two, three                                          | 25 oktober 2019   | Broeders                                  | —          | —          | —           | —           | 53           | 3            |                               |
| Chardonnay                                               | 1 november 2019   | Broeders                                  | —          | —          | —           | —           | 57           | 1            |                               |
| #Skakelen (met Poke)                                     | 1 november 2019   | Broeders                                  | —          | —          | —           | —           | 58           | 3            |                               |
| That's my life                                           | 1 november 2019   | Broeders                                  | —          | —          | —           | —           | 71           | 1            |                               |
| Je weet het al                                           | 1 november 2019   | Broeders                                  | —          | —          | —           | —           | 96           | 1            |                               |
| Grijze wolken (met Frenna)                               | 1 november 2019   | Broeders                                  | —          | —          | —           | —           | 100          | 1            |                               |
| Sterling                                                 | 1 november 2019   | Broeders                                  | —          | —          | —           | —           | 58           | 7            | Goud in Nederland             |
| Kippen                                                   | 1 mei 2020        | —                                         | —          | —          | —           | —           | 47           | 5            |                               |
| Jongens uit de cité (met Spanker)                        | 15 mei 2020       | Spanker sessions (van Spanker)            | —          | —          | —           | —           | 69           | 1            |                               |
| Firi                                                     | 25 september 2020 | Medaille                                  | —          | —          | —           | —           | 58           | 2            |                               |
| Zagalo (met Berryr)                                      | 25 september 2020 | Medaille                                  | —          | —          | —           | —           | 99           | 1            |                               |
| Vuur                                                     | 29 januari 2021   | Medaille                                  | tip        | —          | tip10       | —           | 9            | 20           | Goud in Nederland             |
| Perro (met SRNO en Dopebwoy)                             | 12 februari 2021  | —                                         | —          | —          | —           | —           | 83           | 2            |                               |
| Animals (met 3robi)                                      | 26 februari 2021  | Medaille                                  | —          | —          | —           | —           | 41           | 3            |                               |
| Pray for me (met Frenna)                                 | 26 februari 2021  | Medaille                                  | —          | —          | —           | —           | 52           | 2            |                               |
| Stille chaos (met Equalz)                                | 16 april 2021     | Represent (van Equalz)                    | —          | —          | —           | —           | 76           | 1            |                               |
| Geen tijd (met Bokoesam)                                 | 9 mei 2021        | —                                         | —          | —          | —           | —           | 76           | 1            |                               |
| Ça sert à rien (met Bryan Mg en Emms)                    | 17 juni 2021      | Bryan (van Bryan Mg)                      | —          | —          | —           | —           | 31           | 6            | Goud in Nederland             |
| Henny op een maandag (met Chivv)                         | 30 juli 2021      | —                                         | —          | —          | tip13       | —           | 12           | 14           | Goud in Nederland             |
| Proost                                                   | 13 augustus 2021  | Strandje aan de Maas                      | —          | —          | —           | —           | 48           | 4            |                               |
| Wat heb je nodig (met The Partysquad en Diztortion)      | 15 oktober 2021   | —                                         | —          | —          | —           | —           | 76           | 1            |                               |
| Klein, klein jongetje (als je groot bent) (met Emms)     | 18 februari 2022  | —                                         | —          | —          | —           | —           | 55           | 1            |                               |
| Bikini (met KM en Jayh)                                  | 27 mei 2022       | Strandje aan de Maas                      | —          | —          | —           | —           | 26           | 10           |                               |
| Stylo                                                    | 2 september 2022  | Strandje aan de Maas                      | —          | —          | —           | —           | 54           | 2            |                               |
| Laten landen                                             | 14 oktober 2022   | Strandje aan de Maas                      | —          | —          | —           | —           | 62           | 2            |                               |
| Stunten (met KA)                                         | 28 oktober 2022   | Strandje aan de Maas                      | —          | —          | tip1        | —           | 2            | 23           | Goud in Nederland             |
| Ah txe txe (met Giant en Tyson)                          | 17 november 2023  | —                                         | —          | —          | —           | —           | 51           | 2            |                               |
| Appel mint puur                                          | 15 december 2023  | —                                         | —          | —          | tip1        | —           | 3            | 9            |                               |
| Égalité                                                  | 2 februari 2024   | —                                         | —          | —          | —           | —           | 45           | 2            |                               |